# Джорджина Брейшоу
Джорджина Брейшоу (14 жовтня 1993 , Лідс, Західний Йоркшир ) — британська веслувальниця, олімпійська чемпіонка 2024 року, чемпіонка світу та Європи.

## Виступи на Олімпіадах
| Олімпіада  | Дисципліна     | Місце |
| ---------- | -------------- | ----- |
| Париж 2024 | парні четвірки | 1     |

## Зовнішні посилання
- Джорджина Брейшоу на сайті World Rowing (англійська)
- Джорджина Брейшоу на сайті Olympics.com (англійська)
- Джорджина Брейшоу на сайті British Olympic Association (англійська)